# Палаш Володимир Миколайович
Володимир Миколайович Палаш (нар. 21.02.1940, м. Лозова – пом. 23.11.2020, м. Львів) – інженер і науковець у галузі зварювальних процесів,  металургії і технології металів, професор (2004), завідувач кафедри «Обладнання та технологія  зварювального виробництва» (1982-1987),  декан Факультету машинобудування і автомобільного транспорту (1987-2001), професор кафедри «Зварювальне виробництво, діагностика та відновлення металоконструкцій» Інституту інженерної механіки та транспорту НУ «Львівська політехніка» (2001-2020), академік Підйомно-транспортної академії наук України (2001).

## Життєпис
Володимир Миколайович Палаш народився 21 лютого 1940 року в місті Лозова Харківської області у родині залізничників. У 1957 році після закінчення середньої школи в Лозовій вступив до Львівського політехнічного інституту, а у 1962 році закінчив механіко-машинобудівний факультет цього ж інституту за спеціальністю «Обладнання і технологія зварювального виробництва». 
Протягом всіх наступних 58 років працював на викладацьких посадах у Львівській політехніці: з 1962 по 1970 рік  асистентом кафедри технології металів; з 1971 року старшим викладачем, з 1972 до 1982 року доцентом, а в 1982-1987 роках завідувачем кафедри «Обладнання та технологія зварювального виробництва». Протягом 14 років (1987-2001) був деканом Факультету машинобудування та автомобільного транспорту . З 2001 року працював професором кафедри «Зварювальне виробництво, діагностика та відновлення металоконструкцій» НУ «Львівська політехніка». Похований на Сихівському цвинтарі у Львові.

## Наукова діяльність
Науково-дослідницькою роботою В. Палаш зацікавився ще в студентському гуртку Марти Замори на кафедрі технології металів. У 1970 році він захистив дисертацію кандидата технічних наук на тему «Дослідження впливу азоту на крихкість 475°С високохромистих сталей». Надалі зосередив свою наукову роботу на проблемах зварювання, глибоко переконаний, що це – міжгалузева спеціальність, важлива для багатьох сфер промисловості та навіть і для медицини. Основний напрям його наукової діяльності: дослідження зварності, напруженого стану та залишкового ресурсу зварних з’єднань сталей і чавунів. Дослідження науковця знайшли своє продовження в роботах магістрів та аспірантів. Під його керівництвом захистили кандидатські дисертації аспірант із Сирії Башур М., а також викладачі кафедри: Юськів В., Дзюбик А., Назар І. Опублікував близько 200 наукових та методичних праць, в тому числі навчальні посібники «Металознавчі аспекти зварності залізовуглецевих сплавів» (2003) і «Зварювання та наплавлення чавунів» (2017). Упродовж років керував виконанням держбюджетних та госпдоговірних науково-дослідних робіт на кафедрі. Має низку патентів на винаходи.

## Навчальна та організаційна діяльність
В.М. Палаш успішно поєднував наукову, педагогічну та організаційну діяльність.  Він любив роботу зі студентами, і всі  випускники кафедри мали нагоду під час навчання слухати його лекції та виконувати під його керівництвом лабораторні роботи. Основною дисципліною, яку викладав багато років, була Теорія зварювальних процесів.   
У  1993 році В. Палаш з однодумцями організували Міжнародний симпозіум українських інженерів-механіків у Львові. Така подія відбулася вперше в Україні й уперше проводилася українською мовою. Приїхали не лише учасники з нашої держави, а й з українських наукових товариств за кордоном. Відтоді симпозіум регулярно проводиться що два роки, збираючи багатьох науковців з країн Європи і Америки. За матеріалами симпозіумів почали видавати журнал-місячник «Машинознавство» українською мовою, головним редактором якого став Б. Кіндрацький. Симпозіум дав добрий поштовх для нових досліджень, він мав великий вплив на формування української технічної мови.
В. Палаш був членом правління  Товариства зварників України та головою його Західного регіонального відділення (2002-2012). Товариство заопікувалося проблемами, пов’язаними з підготовкою фахівців галузі зварювання, організовувало конференції, промислові виставки, ініціювало впровадження новинок зварювання у виробництво, затвердження державних стандартів, видання галузевої літератури. Налагодило співпрацю з товариствами зварників Німеччини й Польщі.
В. Палаш постійно брав активну участь у громадському житті кафедри. Він заохочував заняття спортом серед студентів та молодих викладачів, регулярно організовував мандрівки в Карпати. В обговоренні актуальних політичних подій та нових книг сприяв вихованню патріотизму і національної свідомості молоді.

## Нагороди та відзнаки
За заслуги в розвитку науки, впровадженні її результатів у виробництво, підготовці наукових кадрів і вихованні студентської молоді В.М. Палаш неодноразово нагороджувався Почесними грамотами та дипломами Національного університету «Львівська політехніка». Нагороджений відзнаками Міністерства освіти та науки України: Нагрудним знаком  «Відмінник освіти України» (1994), Нагрудним знаком «Петро Могила» (2005),  почесною грамотою Міністерства освіти і науки України (2004); а також цінним подарунком від Прем’єр-міністра України (2009), Почесною відзнакою Товариства зварників України «За особистий внесок у розвиток зварювального виробництва» і медаллю Миколи Бенардоса (2017).

## Вибрані публікації
- Палаш В. М. Металознавчі аспекти зварності залізовуглецевих сплавів: Навч. посібник. —Львів: КІНПАТРІ ЛТД, 2003. — 236 с. - ISBN 966-95090-5-X
- Палаш В.М. Зварювання та наплавлення чавунів: Навч. посіб. / В.М. Палаш, Р.В. Палаш.- Нац. ун-т "Львів. політехніка". - Львів, 2017. - 176 с. - ISBN 978-617-7448-13-5
- W. Palash.Welding renovation of supporting units in gap-crossing pipeline / A. Dzyubyk, W. Palash, I. Nazar, R. Palash, L. Dzyubyk// Науковий вісник НЛТУ України. – 2016. – Випуск 26.1. - С. 230-238 (Index Copernicus).
- Палаш В.М. Дослідження зварності чавунів при їх дуговому наплавленні сталлю у газовій суміші СО2+ О2 / А.Р. Дзюбик, В.М. Палаш, Р.В. Палаш// Науковий вісник НЛТУ України. – 2014. – Випуск 24.6. - С. 121 – 125 (Index Copernicus)
- Палаш В.М., Юськів В.М., Дзюбик А.Р. Напруження у трубах, з’єднаних зварним кільцевим швом // Фізико- хімічна  механіка матеріалів. —2000. — № 4. — С. 95 — 99.
- Палаш В.М. Оцінка способів зварювання титанового сплаву ОТ4 / Дзюбик А. Р., Палаш В.М., Назар І.Б., Палаш Р.В. // Науковий вісник НЛТУ України. – 2016. – Т.26.4. – C. 240–246. (Index Copernicus).
- Палаш В.М. Особливості зварності сталі 30ХГСА / І.Б. Хомич, В.М. Палаш, А.Р. Дзюбик, Ю.В. Федик // Науковий вісник НЛТУ України: збірник науково-технічних праць. – Львів: РВВ НЛТУ України, 2017. – Вип. 27(9). – С. 68-72. (Index Copernicus).